# Futurium

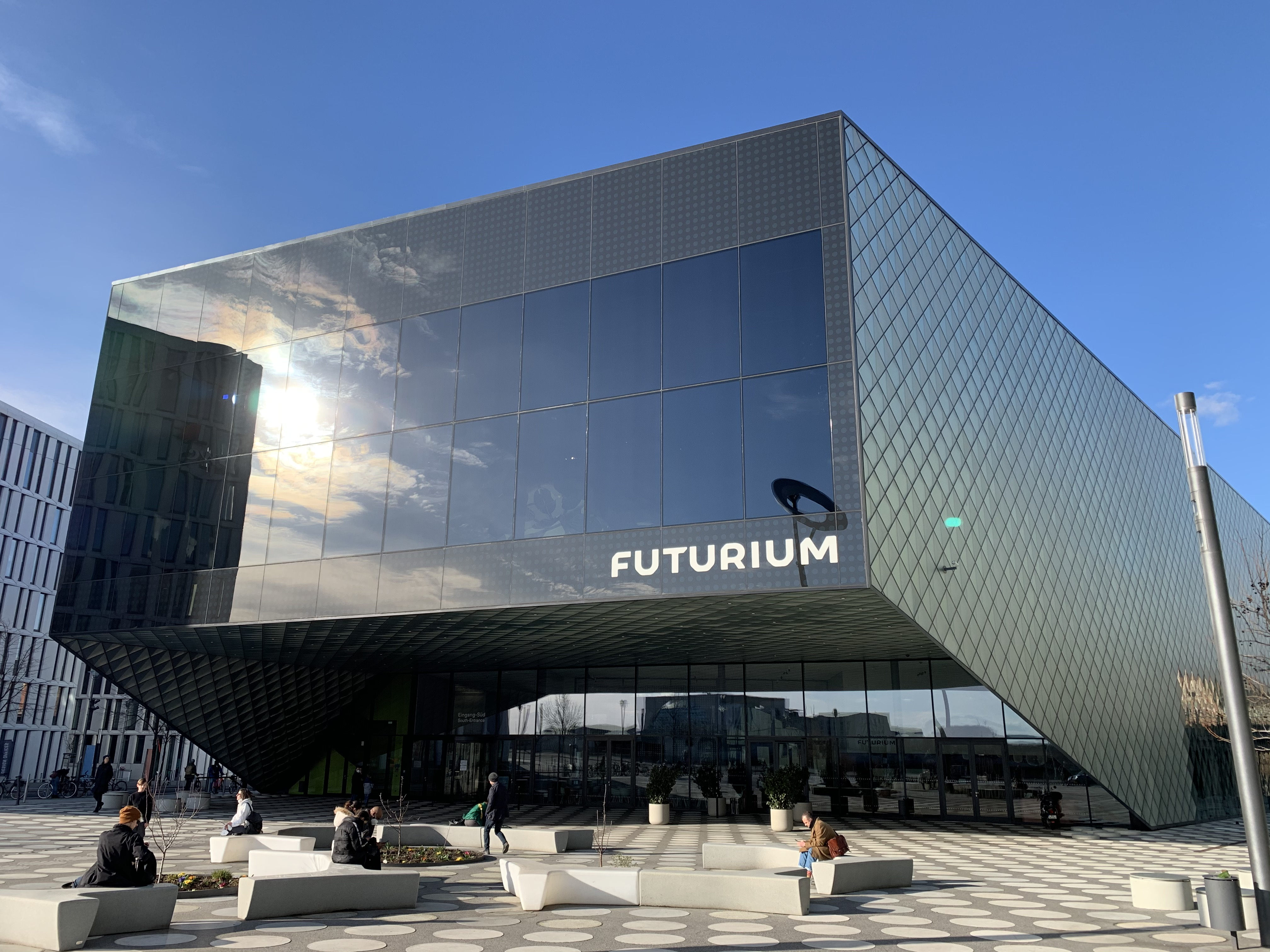
Das Futurium in Berlin, 2021

Das Futurium ist ein 2019 eröffnetes Museum in Berlin. Es startete als Projektinitiative wissenschaftlicher Einrichtungen und Netzwerke mehrerer Wirtschaftsunternehmen und Stiftungen sowie der deutschen Bundesregierung in Berlin und dient als „Ort für Präsentation und Dialog zu Wissenschaft, Forschung und Entwicklung“. Der Bau öffnete am 5. September 2019 mit einem Festakt. Es ist „Museum, Bühne und Forum für offene Fragen der Zukunft“.
Das Ausstellungsgebäude steht am Alexanderufer im Ortsteil Mitte des gleichnamigen Bezirks und wurde mit einer Nutzfläche von rund 8154 m² auf drei Etagen konzipiert, davon stehen 2600 m² für Dauerausstellungen und 600 m² im Untergeschoss für Sonderausstellungen zur Verfügung. Direktor der Einrichtung ist seit dem 1. Juni 2017 Stefan Brandt.

## Lage und Träger

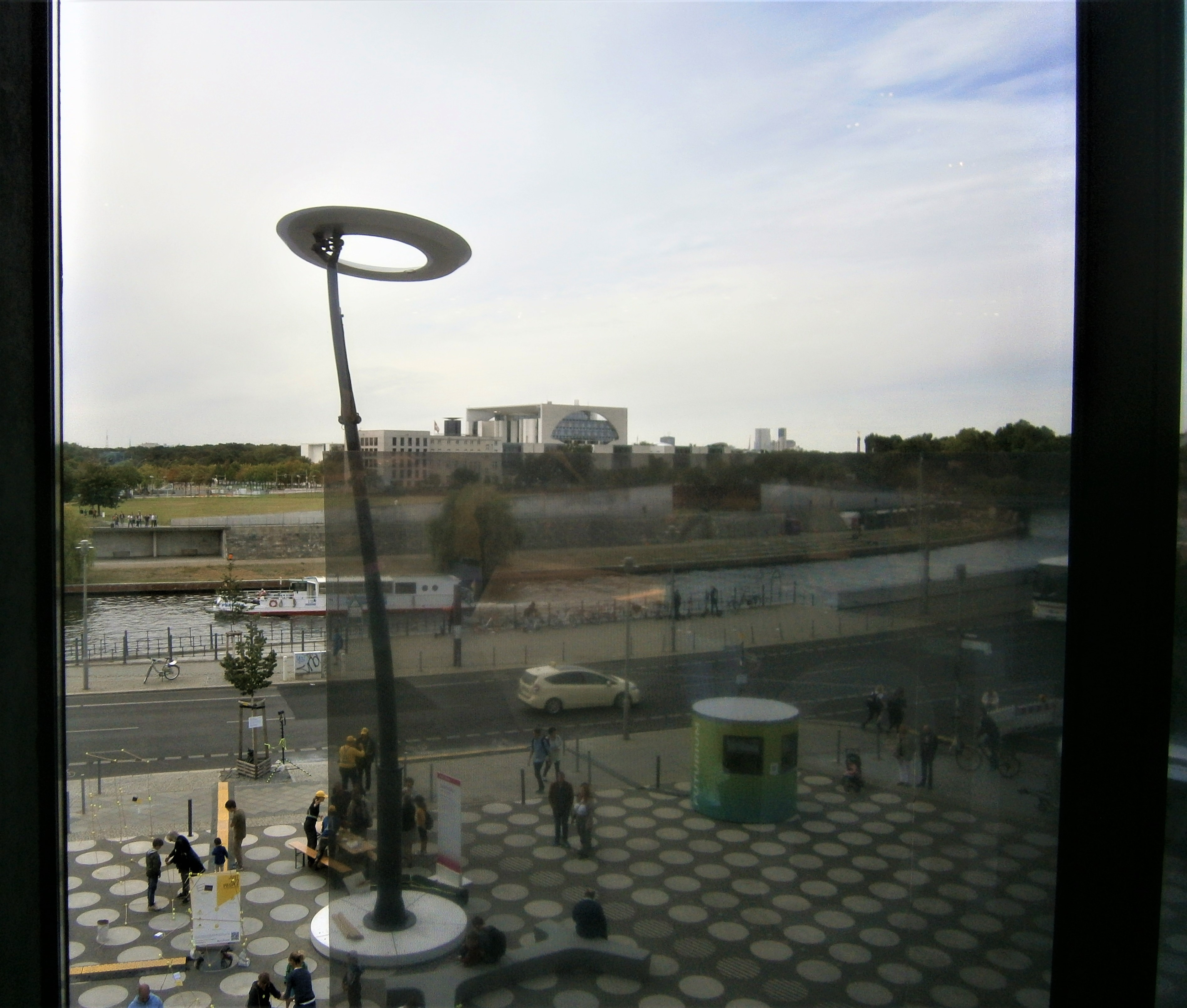
Blick aus dem Innenraum des Futuriums nach Süden zum Bundeskanzleramt, 2019

Das Gebäude hat die Adresse Alexanderufer 2 und besitzt den Südeingang vom Kapelle-Ufer und den Nordeingang von der Margarete-Steffin-Straße 15, wo nach Nordost auch der Technikzugang liegt. Das Futurium befindet sich auf einem Grundstück zwischen der Spree, einem Bürogebäude am Alexanderufer, einem Viadukt der Stadtbahn und dem östlich angrenzenden Bundesministerium für Bildung und Forschung. Auf dem trapezförmigen Grundstück wurde ein (unregelmäßiges) Fünfeck als Grundriss gewählt (Standort und Form).
Das Futurium ist am Spreebogen zentral zwischen Hauptbahnhof (Kreuzungsbahnhof Nord-Süd- und Stadtbahn) und Reichstagsgebäude angeordnet. Über die Bahntrasse hinweg befindet sich nordöstlich das Gelände der Charité. Das Grundstück umfasst 6700 m² und die überbaute Gebäudegrundfläche beträgt 4000 m², die für die Einrichtung auf drei Etagen bestehende Nutzfläche ist mit 3200 m² benannt.
Der öffentliche Bereich des Baus ist für alle von 10 bis 18 Uhr (donnerstags bis 20 Uhr) zugänglich, am Dienstag ist das Gebäude geschlossen. Der Eintritt ist für Besucher frei.
Der Träger ist die gemeinnützige Einrichtung Futurium gGmbH, die am 15. Juli 2014 zunächst als Haus der Zukunft gGmbH gegründet wurde. Deren Aufgabe als gemeinnützige Gesellschaft ist es diesen „Ort für Präsentation und Dialog zu wissenschaftlichen, technischen und gesellschaftlichen Entwicklungen von nationaler und internationaler Bedeutung zu betreiben“. Deklariert ist das Futurium somit als „eine unabhängige Plattform für Dialog und Vernetzung zwischen Staat, Wissenschaft, Wirtschaft und Gesellschaft“.

## Konzept

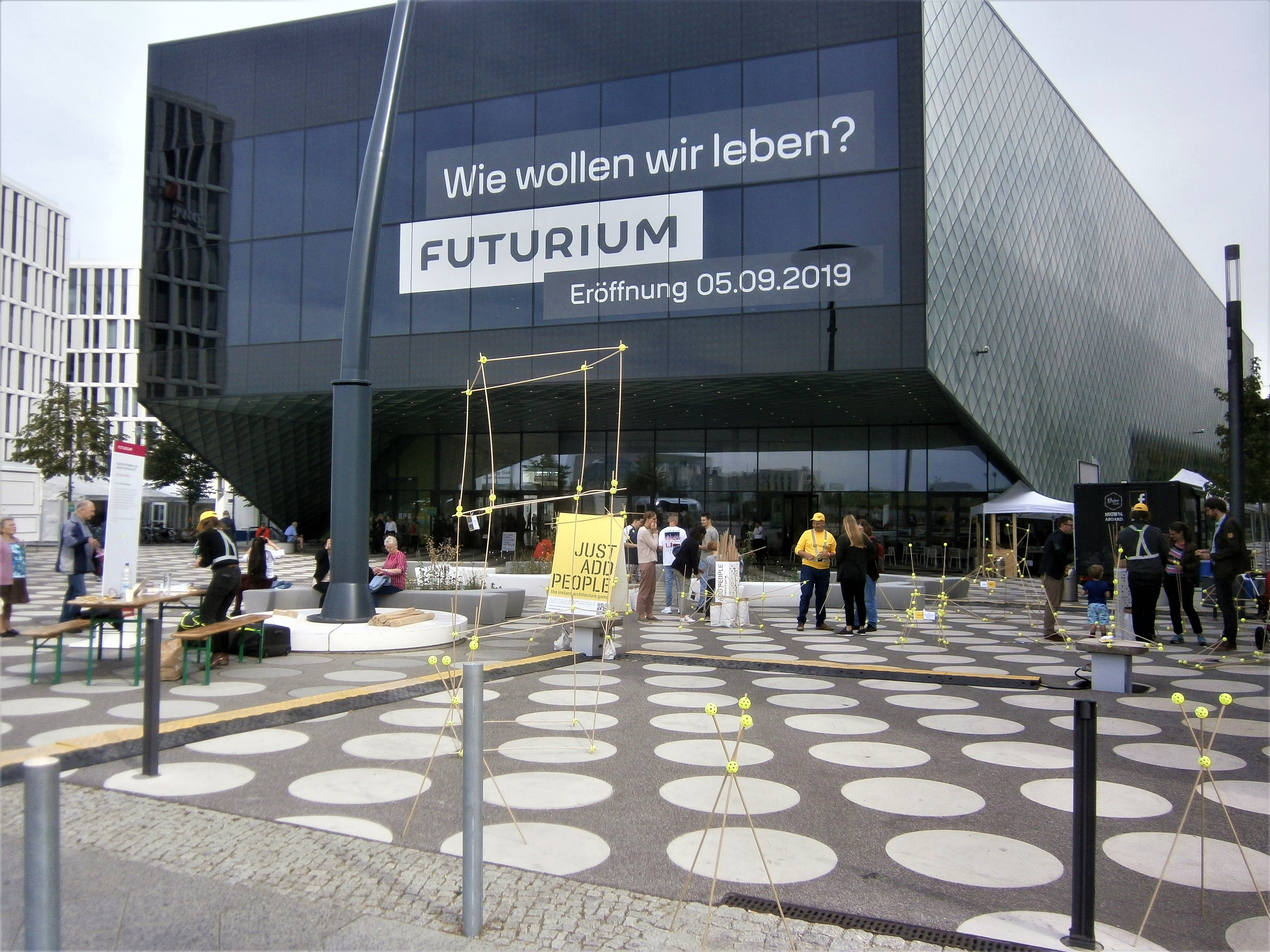
Das programmatische Konzept „Wie wollen wir leben?“ am Südeingang zum Eröffnungsfest 2019

Das Konzept des Gründungsdirektors Reinhold Leinfelder war von der Diskussion um die Benennung einer neuen geochronologischen irdischen Epoche, des Anthropozäns, beeinflusst. Diese umfasst den Zeitabschnitt, in dem der Mensch zu einem der wichtigsten Einflussfaktoren auf die biologischen, geologischen und atmosphärischen Prozesse auf der Erde geworden ist. Das Konzept besagt: Alles hängt mit allem zusammen – Mensch, Technik und Natur müssen zusammengedacht werden. Es gibt nicht nur eine Zukunft, sondern unterschiedliche „Zukünfte“. Es kommt darauf an, sich vieles besser vorstellen und möglichst auch ausprobieren zu können, wodurch bewusst werden soll, dass Zukunft gestaltbar und nicht unbeeinflussbar ist. Es soll Wissen generiert und verhandelt werden, wie eine wünschbare Zukunft aussehen könnte und wie diese zu gestalten wäre.
In einer zentralen „liquiden“, sich ständig erneuernden Ausstellung werden aktuelle gesellschaftliche Themen auf verschiedenen Zukunftspfaden sichtbar gemacht. Im Veranstaltungsbereich des Hauses werden mit unterschiedlichen partizipativen Methoden Diskussionen zwischen Wissenschaft, Politik, Unternehmen und Zivilgesellschaft – also Bürgern – stattfinden. Im Reallabor im Untergeschoss des Hauses sollen innovative Technologien, Verfahren und Methoden von Besuchern konkret getestet und kritischer Überprüfung unterzogen werden.
Das Bundesministerium für Bildung und Forschung ist federführender Gesellschafter des Hauses der Zukunft. Daneben beteiligen sich die Wissenschaftsorganisationen Alexander von Humboldt-Stiftung, der Deutsche Akademische Austauschdienst (DAAD), die Deutsche Akademie der Naturforscher Leopoldina, die Deutsche Akademie der Technikwissenschaften acatech, die Fraunhofer-Gesellschaft, die Helmholtz-Gemeinschaft, die Max-Planck-Gesellschaft und die Wissenschaftsgemeinschaft Gottfried Wilhelm Leibniz.
Die Wirtschaft wird durch BASF, Bayer, Boehringer Ingelheim, Siemens und Infineon sowie die Deutsche Telekom Stiftung vertreten. Der Gesellschafterkreis ist offen und weitere Gesellschafter werden bei Interesse aufgenommen. Die Gesellschafterversammlung bestellt den Aufsichtsrat, in dem Bund, Wissenschaft, Wirtschaft und Stiftungen vertreten sind. Der Aufsichtsrat bestellt und überwacht die Geschäftsführung. Die Geschäftsführung besteht aus dem Direktor und einer kaufmännischen Geschäftsführerin. Auf Vorschlag des Aufsichtsrates wählt die Gesellschafterversammlung den Programmrat, der sich aus bis zu zwölf Wissenschaftlern sowie Kommunikationsexperten aus Wissenschaft und Wirtschaft zusammensetzt und die Organe, insbesondere den Direktor, fachlich berät.
Im Futurium werden in Ausstellungen und Veranstaltungen mögliche Szenarien für das Leben in der Zukunft entwickelt und gezeigt, welche Möglichkeiten Forschung und Innovation bieten. Zugleich ist es ein Forum für den Dialog über die Zukunft, an dem neben Wissenschaft, Wirtschaft und Politik vor allem Bürger teilhaben können und sich aktiv einbringen sollen.  Der Jahresetat beträgt fast 19 Millionen Euro. Es gibt den Showroom für Zukunftsentwürfe und in den Mitmach-Parcours samt Labor können sich Neugierige aktiv informieren.

## Architektur und Bau

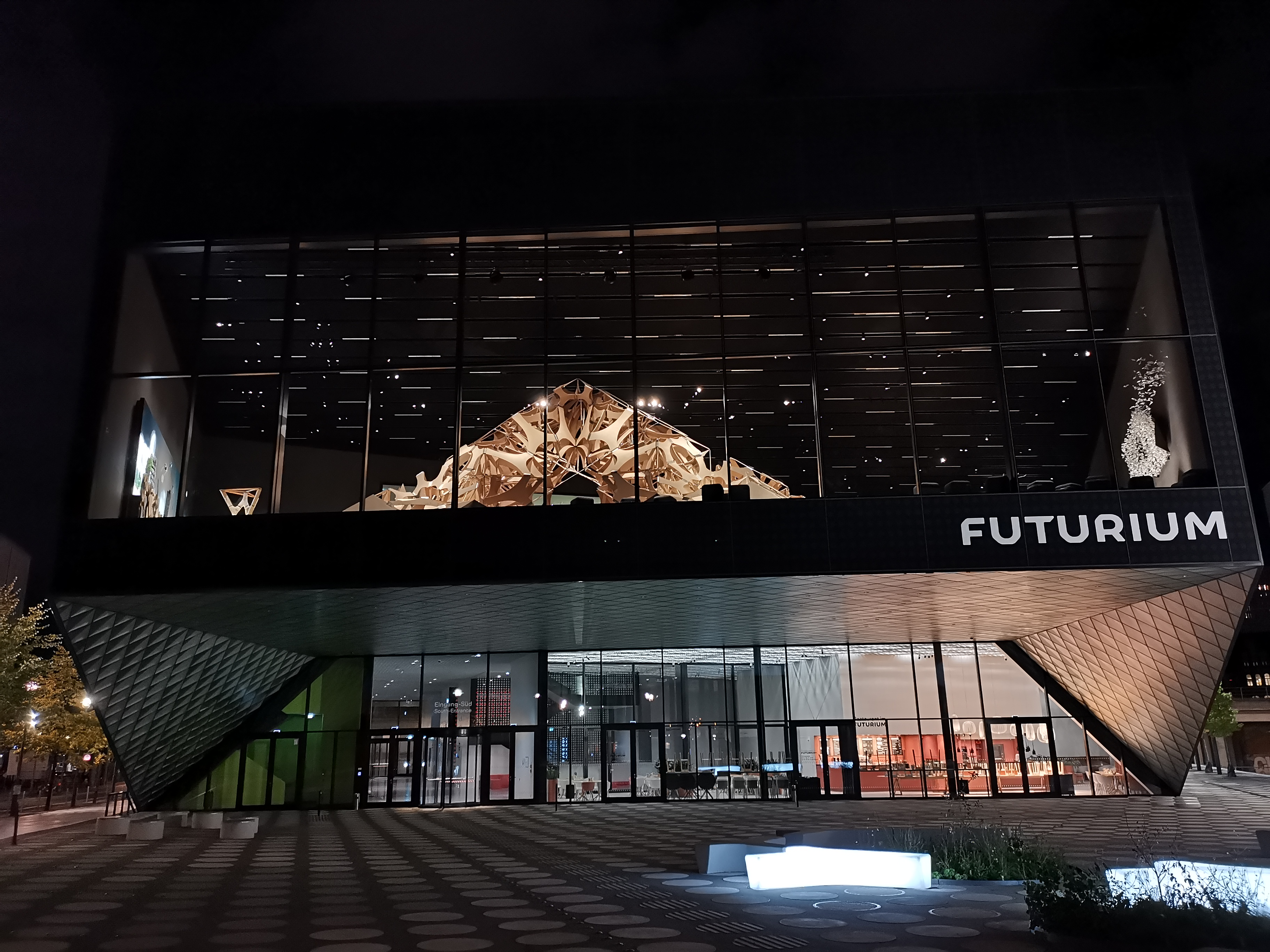
Das Futurium bei Nacht

Das Gebäude wurde in öffentlich-privater Partnerschaft (ÖPP) erstellt, bei der öffentliche Hand und private Unternehmen zusammenarbeiteten. Das Vergabeverfahren startete mit einem europaweiten Vergabewettbewerb im April 2013. Den daran anschließenden internationalen Architekturwettbewerb gewann ein Entwurf der Berliner Architekten Richter und Musikowski in Zusammenarbeit mit JUCA landschaftsarchitektur.
Der Bau begann im März 2015 nach dem KNX-Standard. Die Grundsteinlegung erfolgte am 15. Juni 2015 durch Bundesforschungsministerin Johanna Wanka. Noch während der Vorbereitungsphase – Ankauf eines Baugrundstücks, Bauplanungen – änderte der Bauherr den Namen in das international besser verständliche Wort Futurium. Dem neu gewählten Namen entsprechend handelt es sich um ein fünfseitiges Bauwerk aus Beton, Glas und Stahl mit einem modernen Äußeren auf einem [fünf]eckigen Grundriss. Der Museumsleiter lobte die Juryentscheidung für das zukunftsweisende Raumkonzept, das Futurium soll „ab September [2019] Ort für visionäre Ideen sein. […] Gleichzeitig soll es ästhetisch unverwechselbar und innovativ sein und auf die Umgebung und die Geschichte des Ortes eingehen.“ Es kamen nachhaltige Baumaterialien ebenso zur Anwendung wie die Berücksichtigung der Barrierefreiheit und die Einbindung der Anwohner. Das Gebäude entspricht dem Standard eines Niedrigst-Energiehauses. Das Energiekonzept sieht die Nutzung regenerativer Energie vor, um den Einsatz fossiler Energieträger zu minimieren. Einen wesentlichen Bestandteil des innovativen Konzepts bildet die Energiespeicherung mit Hilfe eines Paraffin-Latentwärmespeichers. Der Rohbau des Hauses konnte am 16. September 2017 besichtigt werden. Am 13. September 2017 fand die Schlüsselübergabe für das Futurium statt. Anschließend erfolgten bis zum Spätsommer 2019 die Innengestaltung und Ausstellungspräsentationen.

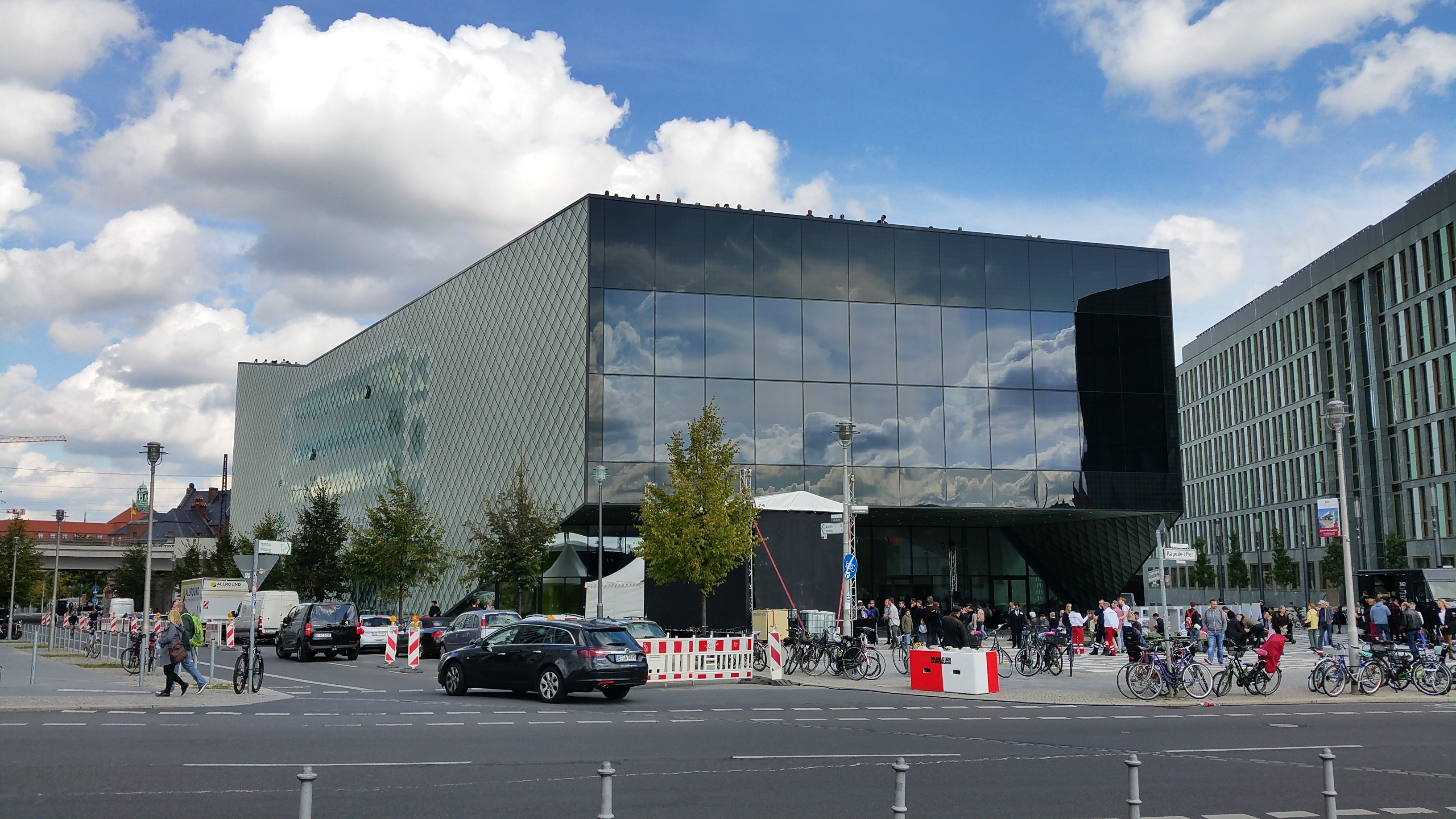
Das Futurium, 2017

Das „Denk“-Gebäude für 58 Millionen Euro nach den Plänen des Berliner Architekten-Büros Richter-Musikowski wurde von den Gesellschaftern finanziert. Im Auftrag der Bundesanstalt für Immobilienaufgaben wurde die Partnerschaft Deutschland im November 2014 mit Planung und Bau sowie dem Betrieb für 30 Jahre beauftragt.
Der Bau stand mit Verzögerungen der Ausführung in der Kritik. Dass das Haus nicht energieautark errichtet wurde und erst recht kein Plus-Energie-Haus ist, wurde angemerkt. Weitere Punkte sind fehlende Fahrradstellplätze, Elemente aus energieintensiven Materialien wie Stahlbeton, Stahl und Hochleistungsglas statt begrünter Fassaden oder Holz als Baustoff werden bemängelt. Dazu wird gegengestellt, dass es den Vorgaben der Auftraggeber aus der Bundesregierung und der vielen beteiligten Förderer aus der Industrie geschuldet ist, denen offenbar jedes Experiment als „untragbares Wagnis“ erschien.
Das Architekturbüro gestaltete „ein markantes Objekt, das sich vor allem zwischen all den umliegenden Verwaltungsgebäuden behauptet. […] ein mehrgeschossiges Gebäude mit schmetterlingsförmig auskragenden Flügeln geplant […] sollen von Künstlern bespielt werden, so wie auch die transparente Fassade aus Gussglas, die man keramisch bedrucken, aber auch mit Licht inszenieren will.“ Das Futurium „erfüllt als ganzheitlich ökonomisch, sozio-kulturell und ökologisch optimiertes Gebäude den BNB Gold-Standard – mit der höchsten bislang jemals bei einer BNB-Zertifizierung erzielten Punktzahl“.

### Freiraum

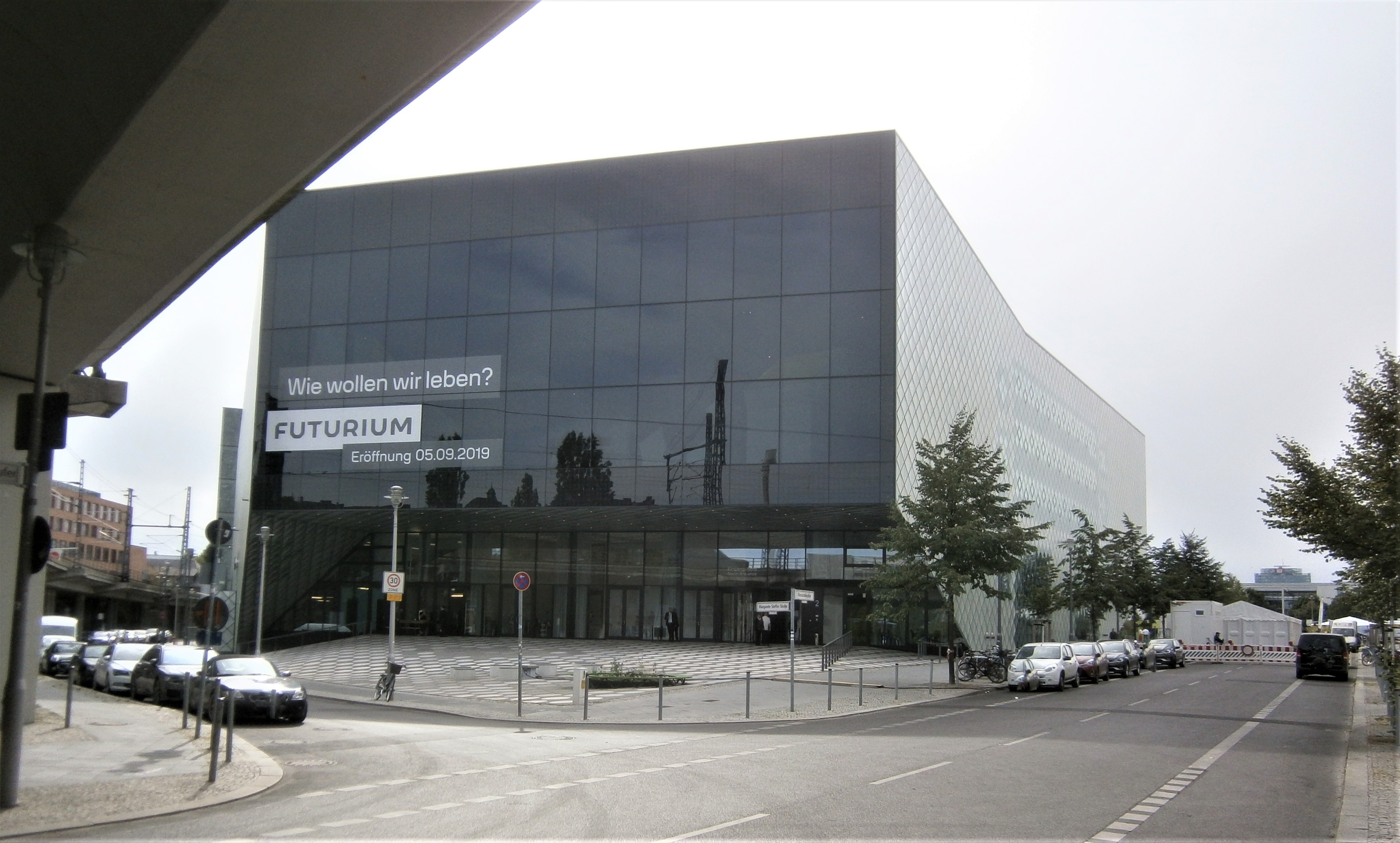
Nordeingang des Futuriums am Eröffnungsfest

An den beiden Eingängen, Nordeingang vom Alexander-Ufer/Margarete-Steffin-Straße und dem Südeingang am Kapelle-Ufer, befinden sich zwei Vorplätze. Diese werden von bis zu 18 m auskragenden Vordächern überspannt. Dieser öffentliche Aufenthaltsort wird von einem dichten Punktmuster überzogen und sie können für zusätzliche Aktivitäten genutzt werden. Beschrieben sind hierfür „Sitzmöglichkeiten, Durchwegungen, aber auch Ruhezonen“ und an der Nordseite stehen Baumreihen am Veranstaltungsbereich des Durchgangs zur Charité am Alexanderufer.
Auf dem südlichen Vorplatz steht eine kinetische Skulptur: das „Drehmoment“. Ein rotierender „Teller“ (4 m × 15 m) wird dynamisch auf einem Stab balanciert. Das Kunstwerk ist jeden Mittag eine Stunde lang in Bewegung zu sehen. Die Berliner Künstlergruppe „realities:united“ hatte damit 2016 den offenen „Kunst-am-Bau-Wettbewerb“ gewonnen. Die technische Realisierung wurde von der Max Streicher GmbH & Co. KG aA übernommen.
Kritik fand hierbei: während der Platz zur Spree hin seinen Zweck erfüllt, „macht [es] zur Stadtbahntrasse hin allerdings kaum Sinn, denn dort ist wenig Besucherverkehr zu erwarten“. Die beiden grünen Hauptwege Berlins, der Heiligenseer Weg und der Tiergartenring führen unmittelbar am Futurium vorbei.

### Fassade und Foyer
Zwei raumhohe Schaufenster bieten Ausblicke aus dem Gebäude, „das sich zum Fluss hin öffnet“. Der Zugang zur Charité lockt „die täglich mehreren tausend Menschen, die im S-Bahn-Verkehr am neuen Haus der Zukunft vorbei rauschen“ an. Diese Fenster lassen sich bei Bedarf als Projektionsflächen zum Vorplatz hin nutzen.
Die Fassade ist eine Hülle aus Gussglas in mehr als 8000 Kassettenelementen. Diese sind jeweils einen Quadratmeter groß und aus gefalteten Metall-Reflektoren und keramisch bedrucktem Gussglas. So wird ein mit dem Lichteinfall beständig geänderdes Wolkenbild wiedergegeben. Dieses Element steht für ständige Änderung, ebenso wie eine Installation im Treppenhaus in Form einer schwebenden Spirale, die den Besucher empfängt. Zwei Glasflächen bieten Ausblicke als „Denkräume in Kontext zum gegenwärtigen Stadtraum“. Nach Süden 8 m × 28 m, nach Norden 11 m × 8 m.
Im Erdgeschoss verbindet das Foyer die Haupteingänge und ist zentraler Ort für Zusammenkunft und Austausch von Informationen.

### Innenbereich
Unterhalb der Bodenplatte wurde eine Sohlabdichtung ausgeführt, so liegen die Untergeschosse in einer wasserundurchlässigen Stahlbetonkonstruktion, einer „weißen Wanne“.
Im Untergeschoss ist im „Futurium Lab“ auf 600 m² die Zukunftsforschung für Besucher erlebbar. Der sechs Meter hohe Raum mit dunkel eingefärbtem Sichtbeton und schwarzem Gussasphaltboden liegt unterhalb des Spreepegels. Beleuchtet wird die Fläche von 126 Leuchtschirmen im Deckenraster. Es werden mehrere Experimente von künstlicher Intelligenz bis zum Bauen mit Holz angeboten. In der Installation Smile To Vote des Künstlers Alexander Peterhaensel betritt man eine Wahlkabine, „in der die Wahlentscheidung durch Gesichtserkennung und Künstliche Intelligenz (KI) scheinbar ‚vorhergesagt‘ wird.“ Das Projekt „treibt IT-gestützte Gesichtserkennungen, die zunehmend Verwendung finden, auf die Spitze.“ Die Skulptur Noosphere steht für Bio-Design und ist ein komplexes Gebilde, das reagiert und zu kommunizieren scheint. Von Philip Beesley wurde diese begehbare Installation geschaffen, die Mit Vibrationen, Klängen und Licht auf Besucher reagiert.
Im Erdgeschoss befinden sich: Garderobe, Toiletten, zentrale Information, Gastronomie und ein Shop. Hier befinden sich auch die barrierefreien Veranstaltungsräume Forum I, II und III. Diese können mit mobilen Trennwänden in Räume zwischen 50 m² und 670 m² mit Tageslicht, hellen, akustisch aktiven Oberflächen und ausfahrbaren Projektionsmedien angeboten werden.
Der Ausstellungsbereich im Obergeschoss wird über die zentrale Treppe oder über den Besucheraufzug erreicht. Die mehrfach prämierte ständige Ausstellung wurde von den Berliner Designagenturen ART+COM Studios und Schiel Projekt gestaltet und bietet drei Denkräume: Mensch, Natur und Technik, in denen sich die Besucher aus unterschiedlichen Perspektiven den großen Zukunftsfragen interaktiv annähern können. Zum Nachdenken können Besucher in einer großen Schaukel abhängen. Teilweise sehr detailliert Informationen über technische Entwicklungen, über möglichen Nutzen von Robotern und Künstlicher Intelligenz, aber auch über Fragen der Nachhaltigkeit und Ressourcenschonung kann sich der Gast hier holen. Eine riesige Holzskulptur zeigt das Zusammenspiel von Natur und Technik. Pilze als neuer Baustoff oder fliegende Windturbinen in 300 Meter Höhe zur Energieerzeugung – Thema in den Laboren und Instituten auf der Welt. Galerien sind stützenfrei vom Dachtragwerk abgehängt und bieten durch erhöhte Lage und die seitlichen Verglasungen Blickbezüge in die Ausstellung und die „Außenräume“.

### Das Dach

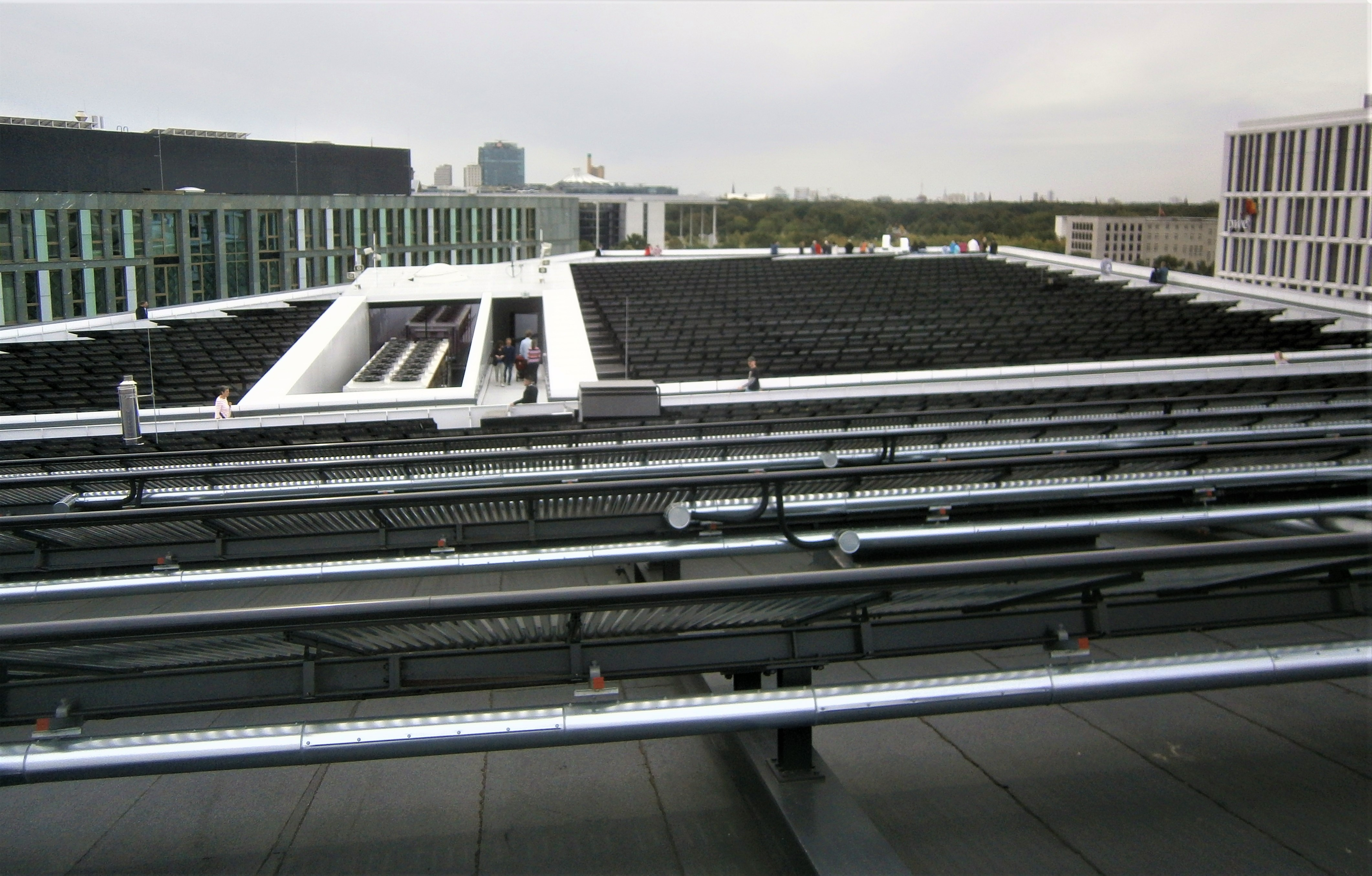
Das Dach vom Sky Walk nach Süden

Oberhalb der Ausstellungsetage führt die Treppe zu einem Ausgang auf das Dach. Der als Skywalk benannte öffentlich zugängliche Rundgang wird von diesem Austritt über eine Verbindung erreicht. Auf dieser vierten Ebene (−1, 0, 1, 2), der nach Norden ansteigenden Dachfläche sind entlang der Brüstung Ausblicke auf den „Berliner Stadthorizont von der Reichstagskuppel [nach Süden] bis zum Fernsehturm [nach Norden]“ möglich. Der Blick ist wegen der geringeren Bauhöhe östlich und westlich von den beiden Nachbargebäuden begrenzt. Sicherheitshinweise auf dem Dach legen fest, dass die meterbreite Brüstung nicht zu übersteigen ist.
Zwischen dem Rundweg an der Brüstung und dem verbindenden Querweg ist die Dachfläche mit solaren Energiekollektoren für Photovoltaik zur Stromgewinnung und mit vier Reihen der Solarthermie-Rohre zur Wärmegewinnung belegt. Die regenerative Energie der Sonne kann (nach Eigenmitteilung) große Teile des Energiebedarfs für das Haus abdecken. Dazu wurde der Hybrid-Energiespeicher aufgebaut, in dem mit gekapselten Paraffin und dem Speichermedium Wasser die achtfache Kapazität von herkömmlichen Wasserspeichern erreicht wird.
Weniger offensichtlich ist die Nutzung der trichterförmigen Dachschale. Unter Kollektoren und Laufwegen kann sich Regenwasser in einem Auffangbecken sammeln und wird am tiefsten Punkt einer Zisterne zugeführt. Neben dem Besucherausgang steht hierfür die Kühlanlage, da der gesammelte Niederschlag für die Gebäudekühlung genutzt wird.

## Auszeichnungen
- 2020: Gold in „Exhibition Experience“ des Art Directors Club für Deutschland[37]
- 2021: Luigi Micheletti Award der European Museum Academy[42]

## Filme
- Futurium Berlin (= Museums-Check. Folge 61). Reportage, 30 Min., Moderation: Markus Brock, Produktion: 3sat. Erstausstrahlung: 23. Februar 2020.[43]